# Die Eisbraut
Die Eisbraut è un film muto del 1913 diretto da Stellan Rye.

## Produzione
Venne girato negli studi Bioscop-Atelier di Neubabelsberg, a Potsdam.

## Distribuzione
Uscì nelle sale cinematografiche tedesche il 3 novembre 1913.